# 波多広足
波多 広足（はた の ひろたり）は、飛鳥時代の貴族 。姓は朝臣。官位は従五位上・遣新羅大使。

## 経歴
文武朝の大宝元年（701年）右少弁の官職にあったが、治部少輔・大宅金弓とともに左大臣・多治比真人嶋の葬儀を指揮した。
大宝3年（703年）9月に遣新羅大使に任命される。同年10月には同じく使節の額田人足とともに、衾1領・衣1襲を与えられ、また新羅王への献上物として錦2匹・絁40匹が授けられた。
翌慶雲元年（704年）8月に広足らは新羅より帰国する（この時の位階は従五位上）。同年10月には引き続いて幡文通が遣新羅大使に任命されている。

## 官歴
『続日本紀』による。
- 時期不詳：従五位下
- 大宝元年（701年） 7月21日：見右少弁
- 大宝3年（703年） 9月22日：遣新羅大使
- 慶雲元年（704年） 10月9日：見従五位上